# Gran Premio di Abu Dhabi 2013
Il Gran Premio di Abu Dhabi 2013 si è corso domenica 3 novembre 2013 sul circuito di Yas Marina che sorge sull'Isola Yas, negli Emirati Arabi Uniti, diciassettesima prova della stagione 2013 del campionato mondiale di Formula 1. La gara è stata vinta dal tedesco Sebastian Vettel su Red Bull Racing-Renault, al suo trentasettesimo successo nel mondiale. Vettel ha preceduto sul traguardo il compagno di squadra Mark Webber ed il suo connazionale Nico Rosberg su Mercedes.

## Vigilia

### Aspetti tecnici
La Pirelli, fornitrice unica degli pneumatici, porta, per questa gara, coperture di tipo medio e di tipo morbido.
La FIA decide di mantenere inalterati i punti per l'attivazione del DRS: la prima ha un punto di rilevamento posto a 40 metri prima della curva sette, con l'attivazione di 390 metri dopo la stessa. Il punto di rilevamento della seconda zona si trova a 50 metri dopo la curva nove, con l'attivazione posta al vertice della curva 10.

### Aspetti sportivi
A tre gare dal termine della stagione i due titoli mondiali di Formula 1 sono stati già assegnati, al termine della precedente gara in India: il titolo piloti è andato a Sebastian Vettel, mentre quello dei costruttori alla Red Bull Racing. Per entrambi si tratta del quarto titolo consecutivo.
La gara si disputa, come da tradizione, al calar del sole, con inizio alle 17. La domenica, inoltre, la zona sarà interessata da una parziale eclissi solare, visibile tra le 17:22 e le 17:39 locali.
Il pilota Martin Donnelly è nominato commissario aggiunto per il gran premio, da parte della Federazione. Ha già svolto tale funzione spesso in passato, l'ultima in occasione del Gran Premio del Canada 2013. La FIA ha anticipato che controllerà il comportamento dei piloti, soprattutto nelle curve 6, 9 e 12, al fine di evitare che gli stessi tendano a uscire, ripetutamente, dai confini della pista, traendone un vantaggio. A seguito del briefing coi piloti Charlie Whiting, direttore di gara, avverte gli stessi che, qualora superino i limiti della pista nell'ultima curva, rischiano di vedere annullati i tempi delle prove.
Nelle prime prove libere del venerdì Heikki Kovalainen prende il posto di Charles Pic alla Caterham, James Calado quello di Adrian Sutil alla Force India e Rodolfo González quello di Max Chilton alla Marussia. È stata messa in dubbio la partecipazione al gran premio per Kimi Räikkönen, in procinto, al termine della stagione, di lasciare la Lotus per approdare alla Ferrari: il pilota è giunto al tracciato nella sola giornata del venerdì. Il pilota ha comunque confermato che è in dubbio la sua partecipazione agli ultimi due gran premi stagionali, visto anche il ritardo della scuderia nell'effettuare il pagamento del suo stipendio.
Anche Nico Hülkenberg ha visto in dubbio la sua partecipazione, quanto meno alle prime prove libere del venerdì: il tedesco soffriva per un problema intestinale, tanto che la sua scuderia aveva già contattato Pedro de la Rosa, tester della Ferrari. Ristabilitosi, il tedesco ha preso regolarmente parte alla sessione.

## Prove

### Resoconto
Nella prima sessione di prove del venerdì il più veloce è stato il pilota della Lotus Romain Grosjean, che ha preceduto Lewis Hamilton e Sebastian Vettel. Il francese ha ottenuto il miglior crono al diciannovesimo giro effettuato con lo stesso treno di gomme medie.
È stato deludente il comportamento delle due Ferrari, con Fernando Alonso che ha chiuso dodicesimo, e Felipe Massa al diciassettesimo posto. Il caldo rende i tempi più alti di circa un secondo, rispetto a quelli dell'edizione 2012.
Nella sessione pomeridiana del venerdì il più rapido è Sebastian Vettel, che precede per meno di due decimi il suo compagno di team Mark Webber. Il neocampione del mondo è stato il più veloce anche nella simulazione di gara effettuata nel corso della sessione. Terzo si è classificato Lewis Hamilton. Anche Kimi Räikkönen, quarto, ha mostrato una buona consistenza sul passo gara. L'altro pilota della Lotus, Grosjean, è stato penalizzato, durante la sessione, dalla rottura di un disco freno.
Vettel è più rapido anche nella sessione del sabato. Il pilota tedesco ha nuovamente preceduto Mark Webber e Lewis Hamilton. La Mercedes accusa un certo riscaldamento delle gomme posteriori. Continuano le difficoltà per la Ferrari con Alonso e Massa ben oltre la decima posizione. Jules Bianchi, della Marussia, è stato protagonista di un'uscita di pista, senza conseguenze per il pilota.

### Risultati
Nella prima sessione del venerdì si è avuta questa situazione:
| Pos | Nº | Pilota           | Costruttore             | Tempo    | Gap    | Giri |
| --- | -- | ---------------- | ----------------------- | -------- | ------ | ---- |
| 1   | 8  | Romain Grosjean  | Lotus-Renault           | 1'44"241 |        | 21   |
| 2   | 10 | Lewis Hamilton   | Mercedes                | 1'44"433 | +0"192 | 23   |
| 3   | 1  | Sebastian Vettel | Red Bull Racing-Renault | 1'44"499 | +0"258 | 18   |

Nella seconda sessione del venerdì si è avuta questa situazione:
| Pos | Nº | Pilota           | Costruttore             | Tempo    | Gap    | Giri |
| --- | -- | ---------------- | ----------------------- | -------- | ------ | ---- |
| 1   | 1  | Sebastian Vettel | Red Bull Racing-Renault | 1'41"335 |        | 35   |
| 2   | 2  | Mark Webber      | Red Bull Racing-Renault | 1'41"490 | +0"155 | 32   |
| 3   | 10 | Lewis Hamilton   | Mercedes                | 1'41"690 | +0"355 | 37   |

Nella sessione del sabato mattina si è avuta questa situazione:
| Pos | Nº | Pilota           | Costruttore             | Tempo    | Gap    | Giri |
| --- | -- | ---------------- | ----------------------- | -------- | ------ | ---- |
| 1   | 1  | Sebastian Vettel | Red Bull Racing-Renault | 1'41"349 |        | 19   |
| 2   | 2  | Mark Webber      | Red Bull Racing-Renault | 1'41"571 | +0"222 | 17   |
| 3   | 10 | Lewis Hamilton   | Mercedes                | 1'41"580 | +0"231 | 18   |

## Qualifiche

### Resoconto
Nella prima fase il più veloce è Lewis Hamilton, che però utilizza gomme morbide. Il pilota inglese precede Felipe Massa e Kimi Räikkönen. Vengono esclusi Esteban Gutiérrez, penalizzato dalla presenza di traffico all'ultimo tentativo, Adrian Sutil, e i piloti di Caterham e Marussia.
Nella seconda la Mercedes piazza i suoi due piloti nelle prime due posizioni, con Nico Rosberg primo. Dietro le vetture tedesche si classificano le due Red Bull Racing. Fra gli esclusi vi è anche Fernando Alonso, undicesimo, seguito da Paul di Resta, Jenson Button, Jean-Éric Vergne e le due Williams.
Nella Q3 Sebastian Vettel firma il tempo migliore al primo tentativo ma, nella fase finale della sessione, viene superato dal compagno di scuderia Mark Webber, che conquista la tredicesima ed ultima pole position in carriera. La seconda fila è conquistata dalle due Mercedes, con Lewis Hamilton che rovina l'ultimo giro con un testacoda. Quinto è Raikkonen, che però viene escluso per l'irregolarità del fondo piatto (troppo flessibile) della sua monoposto. Il finlandese parte così dall'ultima fila, in quanto i commissari di gara non hanno accettato la spiegazione fornita dai tecnici della Lotus, secondo cui il problema deriva da un colpo subito dalla monoposto su un cordolo.

### Risultati
Nella sessione di qualifica si è avuta questa situazione:
| Pos                         | Nº | Pilota              | Costruttore             | Q1       | Q2       | Q3       | Griglia |
| --------------------------- | -- | ------------------- | ----------------------- | -------- | -------- | -------- | ------- |
| 1                           | 2  | Mark Webber         | Red Bull Racing-Renault | 1'41"568 | 1'40"575 | 1'39"957 | 1       |
| 2                           | 1  | Sebastian Vettel    | Red Bull Racing-Renault | 1'41"683 | 1'40"781 | 1'40"075 | 2       |
| 3                           | 9  | Nico Rosberg        | Mercedes                | 1'41"420 | 1'40"473 | 1'40"419 | 3       |
| 4                           | 10 | Lewis Hamilton      | Mercedes                | 1'40"693 | 1'40"477 | 1'40"501 | 4       |
| 5                           | 7  | Kimi Räikkönen      | Lotus-Renault           | 1'41"276 | 1'40"971 | 1'40"542 | 22      |
| 6                           | 11 | Nico Hülkenberg     | Sauber-Ferrari          | 1'41"631 | 1'40"931 | 1'40"576 | 5       |
| 7                           | 8  | Romain Grosjean     | Lotus-Renault           | 1'41"447 | 1'40"948 | 1'40"997 | 6       |
| 8                           | 4  | Felipe Massa        | Ferrari                 | 1'41"254 | 1'40"989 | 1'41"015 | 7       |
| 9                           | 6  | Sergio Pérez        | McLaren-Mercedes        | 1'41"687 | 1'40"812 | 1'41"068 | 8       |
| 10                          | 19 | Daniel Ricciardo    | STR-Ferrari             | 1'41"884 | 1'40"852 | 1'41"111 | 9       |
| 11                          | 3  | Fernando Alonso     | Ferrari                 | 1'41"397 | 1'41"093 | N.D.     | 10      |
| 12                          | 14 | Paul di Resta       | Force India-Mercedes    | 1'41"676 | 1'41"133 | N.D.     | 11      |
| 13                          | 5  | Jenson Button       | McLaren-Mercedes        | 1'41"817 | 1'41"200 | N.D.     | 12      |
| 14                          | 18 | Jean-Éric Vergne    | STR-Ferrari             | 1'41"692 | 1'41"279 | N.D.     | 13      |
| 15                          | 16 | Pastor Maldonado    | Williams-Renault        | 1'41"365 | 1'41"395 | N.D.     | 14      |
| 16                          | 17 | Valtteri Bottas     | Williams-Renault        | 1'41"862 | 1'41"447 | N.D.     | 15      |
| 17                          | 12 | Esteban Gutiérrez   | Sauber-Ferrari          | 1'41"999 | N.D.     | N.D.     | 16      |
| 18                          | 15 | Adrian Sutil        | Force India-Mercedes    | 1'42"051 | N.D.     | N.D.     | 17      |
| 19                          | 21 | Giedo van der Garde | Caterham-Renault        | 1'43"252 | N.D.     | N.D.     | 18      |
| 20                          | 22 | Jules Bianchi       | Marussia-Cosworth       | 1'43"398 | N.D.     | N.D.     | 21      |
| 21                          | 20 | Charles Pic         | Caterham-Renault        | 1'43"528 | N.D.     | N.D.     | 19      |
| 22                          | 23 | Max Chilton         | Marussia-Cosworth       | 1'44"198 | N.D.     | N.D.     | 20      |
| Tempo limite 107%: 1'47"741 |    |                     |                         |          |          |          |         |

Con i tempi in grassetto sono visualizzate le migliori prestazioni in Q1, Q2 e Q3.

## Gara

### Resoconto
Sebastian Vettel prende il comando della gara al via, seguito da Nico Rosberg, Mark Webber, Romain Grosjean, Lewis Hamilton, Nico Hülkenberg e le due Ferrari.
Tra il settimo e decimo giro vanno al primo cambio gomme Hamilton, Webber, Grosjean, Hülkenberg e Rosberg. Massa passa così al secondo posto, seguito da Fernando Alonso e Paul di Resta. Vettel cambia le gomme al giro quattordici, ma rimane al comando della gara. Due giri dopo è il turno di Alonso, mentre Massa attende il diciottesimo giro. La classifica vede quindi, dietro a Vettel, Webber, che ha scavalcato Rosberg al giro 20, mentre al quarto posto si conferma Grosjean. Quinto è Adrian Sutil, che non ha ancora cambiato, che tiene la posizione, minacciata da Hamilton e Massa. Al giro 26, il brasiliano approfitta della battaglia tra i due che lo precedono per passare Hamilton. Poi entrambi passano Sutil. Nel frattempo Alonso, unitosi al gruppetto, ha la meglio su Hulkenberg dopo una bella lotta e poi passa anche Sutil. Il tedesco della Force India effettua il suo cambio gomme solo al giro 29.
Dal 29º passaggio iniziano i secondi cambi gomme per i piloti di vertice, inaugurati da Lewis Hamilton; al giro 33 tocca a Webber, seguito subito da Rosberg: i due rientrano in pista davanti a Massa. Dopo i cambi gomme di Vettel e Grosjean, al 37º giro, la classifica è sempre comandata dal tedesco della Red Bull Racing, davanti a Webber, Rosberg e Grosjean.
Al giro 44 Hamilton passa Jean-Éric Vergne, per il settimo posto, così come Alonso, che rientrato in pista dopo la seconda sosta, passa Massa e lo stesso francese, posizionandosi in settima posizione. Per effettuare questo sorpasso la vettura dello spagnolo salta su un cordolo, tanto che, a fine gara, Alonso è condotto al centro medico in quanto il suo corpo ha subito una decelerazione di 28G verticali nell'impatto. Negli ultimi giri lo spagnolo passa sia Hamilton che di Resta, ponendosi al quinto posto.
Sebastian Vettel vince per la settima volta consecutiva, eguagliando la striscia di vittorie ottenuta da Michael Schumacher tra il Gran Premio d'Europa e quello d'Ungheria 2004 e da Alberto Ascari tra il Gran Premio del Belgio 1952 e il Gran Premio d'Argentina 1953.

### Risultati
I risultati del Gran Premio sono i seguenti:
| Pos | Nº | Pilota              | Costruttore             | Giri | Tempo/Ritiro                   | Griglia | Punti |
| --- | -- | ------------------- | ----------------------- | ---- | ------------------------------ | ------- | ----- |
| 1   | 1  | Sebastian Vettel    | Red Bull Racing-Renault | 55   | 1h38'06"106                    | 2       | 25    |
| 2   | 2  | Mark Webber         | Red Bull Racing-Renault | 55   | +30"829                        | 1       | 18    |
| 3   | 9  | Nico Rosberg        | Mercedes                | 55   | +33"650                        | 3       | 15    |
| 4   | 8  | Romain Grosjean     | Lotus-Renault           | 55   | +34"802                        | 6       | 12    |
| 5   | 3  | Fernando Alonso     | Ferrari                 | 55   | +1'07"181                      | 10      | 10    |
| 6   | 14 | Paul di Resta       | Force India-Mercedes    | 55   | +1'18"174                      | 11      | 8     |
| 7   | 10 | Lewis Hamilton      | Mercedes                | 55   | +1'19"267                      | 4       | 6     |
| 8   | 4  | Felipe Massa        | Ferrari                 | 55   | +1'22"886                      | 7       | 4     |
| 9   | 6  | Sergio Pérez        | McLaren-Mercedes        | 55   | +1'31"198                      | 8       | 2     |
| 10  | 15 | Adrian Sutil        | Force India-Mercedes    | 55   | +1'33"257                      | 17      | 1     |
| 11  | 16 | Pastor Maldonado    | Williams-Renault        | 55   | +1'35"989                      | 14      |       |
| 12  | 5  | Jenson Button       | McLaren-Mercedes        | 55   | +1'43"767                      | 12      |       |
| 13  | 12 | Esteban Gutiérrez   | Sauber-Ferrari          | 55   | +1'44"295                      | 16      |       |
| 14  | 11 | Nico Hülkenberg     | Sauber-Ferrari          | 54   | +1 giro                        | 5       |       |
| 15  | 17 | Valtteri Bottas     | Williams-Renault        | 54   | +1 giro                        | 15      |       |
| 16  | 19 | Daniel Ricciardo    | STR-Ferrari             | 54   | +1 giro                        | 9       |       |
| 17  | 18 | Jean-Éric Vergne    | STR-Ferrari             | 54   | +1 giro                        | 13      |       |
| 18  | 21 | Giedo van der Garde | Caterham-Renault        | 54   | +1 giro                        | 18      |       |
| 19  | 20 | Charles Pic         | Caterham-Renault        | 54   | +1 giro                        | 19      |       |
| 20  | 22 | Jules Bianchi       | Marussia-Cosworth       | 53   | +2 giri                        | 21      |       |
| 21  | 23 | Max Chilton         | Marussia-Cosworth       | 53   | +2 giri                        | 20      |       |
| Rit | 7  | Kimi Räikkönen      | Lotus-Renault           | 0    | Collisione con G.van der Garde | 22      |       |

## Classifiche mondiali

### Piloti
| Pos | Pilota            | Punti |
| --- | ----------------- | ----- |
| 1   | Sebastian Vettel  | 347   |
| 2   | Fernando Alonso   | 217   |
| 3   | Kimi Räikkönen    | 183   |
| 4   | Lewis Hamilton    | 175   |
| 5   | Mark Webber       | 166   |
| 6   | Nico Rosberg      | 159   |
| 7   | Romain Grosjean   | 114   |
| 8   | Felipe Massa      | 106   |
| 9   | Jenson Button     | 60    |
| 10  | Paul di Resta     | 48    |
| 11  | Nico Hülkenberg   | 39    |
| 12  | Sergio Pérez      | 35    |
| 13  | Adrian Sutil      | 29    |
| 14  | Daniel Ricciardo  | 19    |
| 15  | Jean-Éric Vergne  | 13    |
| 16  | Esteban Gutiérrez | 6     |
| 17  | Pastor Maldonado  | 1     |

### Costruttori
| Pos | Team                    | Punti |
| --- | ----------------------- | ----- |
| 1   | Red Bull Racing-Renault | 513   |
| 2   | Mercedes                | 334   |
| 3   | Ferrari                 | 323   |
| 4   | Lotus-Renault           | 297   |
| 5   | McLaren-Mercedes        | 95    |
| 6   | Force India-Mercedes    | 77    |
| 7   | Sauber-Ferrari          | 45    |
| 8   | STR-Ferrari             | 32    |
| 9   | Williams-Renault        | 1     |

## Decisioni della FIA
Al termine della gara, la FIA decide di non penalizzare Pastor Maldonado e Adrian Sutil per il taglio della curva 12 durante una fase di sorpasso. Anche la manovra con cui Fernando Alonso ha superato Jean-Éric Vergne al quarantaseiesimo giro all'uscita dei box non viene sanzionata.